# Ledinek
Ledinek je naselje v Občini Sveta Ana.